# 智利似彎線䲁
智利似彎線䲁（學名：Helcogrammoides chilensis），為輻鰭魚綱䲁形目三鰭䲁科似彎線䲁屬的一個種，是由C. Cancino於1960年描述，分布於東南太平洋智利海域，體長可達11.3公分，棲息在沿海岩石海岸，雌魚產附著性卵在藻類築的巢，雄魚會守護卵，幼魚為浮游性，以橈腳類及片腳類為食，生活習性不明。